# Робітниче селище імені М. І. Калініна
Робітниче селище імені М. І. Калініна (рос. имени М. И. Калинина) — робітниче селище в Ветлузькому районі Нижньогородської області Російської Федерації.
Населення становить 1897 осіб. Входить до складу муніципального утворення робітниче селище імені Калініна.

## Історія
Від 2009 року входить до складу муніципального утворення робітниче селище імені Калініна.

## Населення
| 1999  | 2002  | 2007  | 2008  | 2009  | 2010  | 2011  |
| ----- | ----- | ----- | ----- | ----- | ----- | ----- |
| 3076  | ↘2796 | ↘2510 | →2510 | ↘2476 | ↘2332 | ↘2319 |
| 2012  | 2013  | 2014  | 2015  | 2016  | 2017  |       |
| ↘2255 | ↘2187 | ↘2144 | ↘2115 | ↘2072 | ↘2053 |       |